# Céculo
En la mitología romana, Céculo (que significa "pequeño niño ciego", de caecus "ciego") era hijo de Vulcano y el legendario fundador de Praeneste (la moderna Palestrina).

## Historia
El rey Céculo aparece en el Libro VII de la Eneida de Virgilio como un aliado de Turno contra Eneas y los troyanos, donde se dice que es el "fundador de Praeneste" y se lo describe como "el hijo de Vulcano, nacido entre los campesinos, rebaños y encontrados en el hogar".
El mito sobre el nacimiento de Céculo y su parentesco divino es de gran interés para el estudio de la religión latina. En el mito es sobrino de dos hermanos mellizos divinos (divi fratre) llamados Depidii (o Digidii). Tenían una hermana menor. Un día, mientras estaba sentada junto al hogar, una chispa cayó sobre ella y quedó embarazada. Cuando nació el niño, lo expuso cerca del templo de Júpiter, donde fue encontrado, tendido junto al fuego, por un grupo de niñas (una versión dice que estas niñas también eran hermanas de los Depidii), que habían venido a ir a buscar agua a un manantial cercano. Las niñas llevaron al niño con sus tíos, los Depidii, quienes lo criaron. Después de pasar su infancia entre pastores, reunió un grupo de jóvenes de su edad y fundó la ciudad de Praeneste. Céculo salió ileso de un incendio, provocado por haber puesto en duda la divinidad de su ascendencia. También mostró dominio sobre el fuego, encendiendo y apagando otro a su voluntad. Sin embargo, el humo dañó sus ojos, que quedaron más pequeños de lo normal, de ahí su nombre, Céculo, el pequeño ciego.
Cierto criado colocó a un niño junto a un hogar en el que los pastores solían encender fuego. Atraído por el calor, el niño se arrojó a las cenizas ardientes. Los pastores lo descubrieron allí, pensaron que era el hijo de Vulcano y lo criaron. Lo llamaron Céculo ya que tenía los ojos muy estrechos a causa del fuego. Cuando alcanzó juventud, fundó una ciudad en las montañas llamada Preneste. Observando que la gente frecuentaba el lugar, construyó un teatro de madera para que los pueblos vecinos pudieran acudir a esa ciudad. Céculo construyó entonces la ciudad de Preneste. Cuando nadie creyó que era hijo de Vulcano, entregó antorchas a sus amigos. A una señal dada atacó a los espectadores con fuego después de haber sido rodeados. Cuando y le aceptaron como hijo de Vulcano, apagó las llamas.
Su historia recuerda la práctica del ver sacrum y es similar a la de Rómulo y Remo, los fundadores de Roma. Céculo fue reclamado como el antepasado epónimo de la gens romana Cecilia, y quizás también por la gens menos conocida Cesia.